# Stroscia
La stroscia o torta stroscia è un dolce ligure tipico dell'Imperiese. La stroscia presenta un marcato gusto di olio extravergine di oliva e una consistenza friabile simile a quella della pasta frolla.

## Etimologia
Il nome del dolce proviene dal vernacolo stroscià, che significa "spezzare" e allude al fatto che va spezzato con le mani.

## Storia
Dolce molto antico, la stroscia, che un tempo era conosciuta come fugassa ("focaccia"), risulta già presente all'epoca dei benedettini che, stando alle documentazioni, avrebbero portato in Liguria gli ulivi, dai cui frutti si ricava l'olio, uno degli ingredienti fondamentali della torta. Stando alla tradizione, il dolce prese il nome attuale nell'Ottocento, quando un signore di Imperia, dopo averla mangiata, esclamò “ma questo dolce si stroscia!”.
Il dolce è oggi tipico dell'Imperiese ed è stato eletto specialità di Pietrabruna, ove viene ancora soprannominato fugassa.
La torta stroscia è stata inserita nell'elenco dei PAT della Liguria.